# Neomarica sabini
Neomarica sabini là một loài thực vật có hoa trong họ Diên vĩ. Loài này được (Lindl.) Chukr mô tả khoa học đầu tiên năm 2001.